# Gariba Abukari
Gariba Abukari (Tamale, 13 giugno 1939 – Kumasi, 23 gennaio 2021) è stato un calciatore ghanese.

## Carriera
Partecipò alle Olimpiadi del 1968 di Città del Messico con la propria nazionale, che fu eliminata nella fase a gironi.